# Campeonato Italiano de Rugby 1946-47
El Campeonato de Rugby de Italia de 1946-47 fue la decimoséptima edición de la primera división del rugby de Italia.
Se celebró del 3 de noviembre de 1946 al 2 de junio de 1947 entre 10 equipos divididos en dos rondas de cinco cada una; estaba prevista una ronda final de cuatro equipos, formada por los dos primeros clasificados de cada ronda.

## Sistema de disputa
El torneo se disputó en dos grupos en los cuales cada equipo debía enfrentar en condición de local y de visitante, posteriormente finalizada la fase de grupos, el primer y segundo lugar de cada grupo clasificó una fase final grupal.

## Desarrollo

### Grupo A
Tabla de posiciones:
| Pos. | Equipo            | Encuentros | Encuentros | Encuentros | Encuentros | Tantos | Tantos | Tantos | Puntos |
| Pos. | Equipo            | PJ         | PG         | PE         | PP         | F      | C      | Dif    | Puntos |
| ---- | ----------------- | ---------- | ---------- | ---------- | ---------- | ------ | ------ | ------ | ------ |
| 1.º  | Ginnastica Torino | 8          | 6          | 0          | 2          | 63     | 29     | +34    | 12     |
| 2.º  | Parma             | 8          | 5          | 2          | 1          | 60     | 32     | +28    | 12     |
| 3.º  | Amatori Milano    | 8          | 5          | 1          | 2          | 91     | 37     | +54    | 11     |
| 4.º  | Genova            | 8          | 2          | 0          | 6          | 37     | 93     | -56    | 4      |
| 5.º  | A.S. Rugby Milano | 8          | 0          | 1          | 7          | 23     | 83     | -60    | 1      |

|  | Clasificado a la fase final. |
|  | Descenso.                    |

### Grupo B
| Pos. | Equipo        | Encuentros | Encuentros | Encuentros | Encuentros | Tantos | Tantos | Tantos | Puntos |
| Pos. | Equipo        | PJ         | PG         | PE         | PP         | F      | C      | Dif    | Puntos |
| ---- | ------------- | ---------- | ---------- | ---------- | ---------- | ------ | ------ | ------ | ------ |
| 1.º  | Rovigo        | 6          | 5          | 1          | 0          | 36     | 18     | +18    | 11     |
| 2.º  | Rugby Bologna | 6          | 3          | 1          | 2          | 49     | 30     | +19    | 7      |
| 3.º  | Rugby Roma    | 6          | 1          | 2          | 3          | 30     | 65     | -35    | 4      |
| 4.º  | Giovinezza    | 6          | 1          | 0          | 5          | 49     | 51     | -2     | 2      |
| 5.º  | Rugby Padova  | 0          | 0          | 0          | 0          | 0      | 0      | 0      | 0      |

## Fase Final
| Pos. | Equipo            | Encuentros | Encuentros | Encuentros | Encuentros | Tantos | Tantos | Tantos | Puntos |
| Pos. | Equipo            | PJ         | PG         | PE         | PP         | F      | C      | Dif    | Puntos |
| ---- | ----------------- | ---------- | ---------- | ---------- | ---------- | ------ | ------ | ------ | ------ |
| 1.º  | Ginnastica Torino | 6          | 3          | 2          | 1          | 37     | 29     | +8     | 8      |
| 2.º  | Rugby Bologna     | 6          | 3          | 1          | 2          | 44     | 47     | -3     | 7      |
| 3.º  | Rovigo            | 6          | 2          | 1          | 3          | 38     | 43     | -5     | 5      |
| 4.º  | Parma             | 6          | 2          | 0          | 4          | 55     | 55     | 0      | 4      |

|  | Campeón. |

| Bandera de Italia         |
| Campeón Ginnastica Torino |
| Primer título             |